# Myotis midastactus
Myotis midastactus är en fladdermus i familjen läderlappar som förekommer i Bolivia. Den liknar främst Myotis simus i utseende. Artepitetet i det vetenskapliga namnet hänvisar till kungen Midas i den grekiska mytologin. Det syftar på fladdermusen gyllene pälsfärg.
För tio exemplar registrerades en kroppslängd (huvud och bål) av 86 till 93 mm, en 36 till 40 mm och en vikt av 6 till 11 g. Underarmarna är 38,5 till 40,5 mm långa, bakfötternas längd är 8 till 10 mm och öronen är ungefär 13 mm långa. Arten har intensiv gulbrun päls på ovansidan och ljusare men likaså intensiv gulbrun päls på undersidan. Myotis simus har en inte lika intensiv och mörkare pälsfärg. Jämförd med Myotis nigricans och Myotis riparius är pälsen hos Myotis midastactus kortare och mer ullig. Ovansidan av vingarna och svansflyghuden ser naken ut men ibland förekommer glest fördelade hår. Artens tandformel är I 2/3, C 1/1, P 3/3, M 3/3, alltså 38 tänder i hela tanduppsättningen.
Exemplar registrerades i departementen Beni och Santa Cruz i östra Bolivia. En hona levde i en lövfällande skog.
Individerna vilar i trädens håligheter och under byggnadernas tak. Ibland delas sovplatsen med andra fladdermöss som Eptesicus furinalis, Noctilio albiventris och Molossus molossus. Födan utgörs av olika insekter som är upp till 10 mm stora. Som byten dokumenterades syrsor, buksimmare, dvärgstritar, sporrstritar, olika skalbaggar, fjärilar och myggor. Honor som var dräktiga med en unge hittades i september.